# Thomas Berlower
Thomas Berlower, auch Thomas Prelager oder Thomas von Cilli, (* um 1421 aus Celje (Slowenien); † 25. April 1496 in Konstanz) war kaiserlicher Protonotar und Rat, Dompropst zu Konstanz und Wien, Beisitzer des Kammergerichts und außerdem Bischof von Konstanz von 1491 bis 1496.

## Leben
Der aus einer bürgerlichen Familie in Slowenien stammende Thomas Berlower studierte ab 1446 in Wien. 1471 wurde er als „Doktor der Dekretalen“ erwähnt.
Thomas Berlower war ein enger Vertrauter des habsburgischen Kaisers Friedrich III. und von 1471 bis 1483 dessen Sekretär. 1476 wurde er zudem Protonotar, Mitglied des Königlichen Kammergerichts sowie kaiserlicher Gesandter zum Papst Sixtus IV. und zum König von Ungarn Matthias Corvinus. Ab 1473 wurde der „lerer der rechten“ Dompropst in Konstanz. Als Erzieher und Lehrer des späteren Kaisers Maximilian I. hielt er sich in Wien auf und wurde dort ebenfalls Dompropst. Ab 1483 war er Universitätskanzler.
Von 1491 bis 1496 war er Bischof von Konstanz. Berlower verweigerte der Stadt Konstanz bis 1492 die Bestätigung ihrer Freiheiten. Er versuchte durch stärkere Besteuerung des Klerus die Schuldenlast des Bistums zu mindern, musste jedoch im Pfaffenbrief 1493 davon absehen, um die Verlängerung des Schutzvertrags mit den Eidgenossen (1494) zu erlangen. Infolge dieser Widrigkeiten konnte er die Reform des Klerus nicht angehen.
Ulrich Molitoris, Notar am bischöflichen Gericht in Konstanz, erhob 1492/1493 Klage gegen den gerade eingesetzten Berlower und bemängelte die einschneidenden Arbeitsbedingungen der Mitarbeiter am Bischofsstuhl.